# أكبر أباد هشيوار (هشيوار)
اكبرأباد هشيوار (بالفارسية: اکبرآباد هشیوار) هي قرية تقع في إيران في البلدة المركزية. يقدر عدد سكانها بـ 383 نسمة .